# Alexander Nollenberger
Alexander Nollenberger (Memmingen, 4 giugno 1997) è un calciatore tedesco, attaccante del Magdeburgo.

## Carriera
Ha iniziato a giocare a calcio nel settore giovanile del Thannhausen, per poi passare all'Illertissen nel 2014. Due anni più tardi ha debuttato in prima squadra, nella quarta divisione tedesca, rimanendovi per una stagione e mezza, con un bilancio totale di 41 presenze e 15 reti in incontri di campionato. Nel gennaio del 2018 è stato acquistato dal Bayern Monaco che lo ha assegnato alla propria seconda squadra, militante nella quarta divisione tedesca; con le riserve del club bavarese in un anno e mezzo di permanenza ha segnato 4 reti in 40 partite di campionato giocate, vincendo due campionati consecutivi (il primo di quarta divisione ed il secondo di terza divisione, senza tuttavia conquistare una promozione in seconda divisione in quanto in Germania tale categoria è preclusa alle formazioni riserve). Il 9 giugno 2020 ha firmato un contratto con il Bayreuth, club di quarta divisione, dove ha disputato due campionati di Regionalliga (il secondo dei quali vinto) ed uno in 3. Liga divenendo col tempo uno dei titolari inamovibili del club giallonero, con cui nell'arco di un triennio ha realizzato complessivamente 25 reti in 80 partite di campionato giocate (e, più in generale, 27 reti in 90 presenze tra tutte le competizioni ufficiali).
Il 1º giugno 2023 è stato acquistato dal Magdeburgo, club della seconda divisione tedesca, ed il 29 luglio ha debuttato in questo campionato nell'incontro pareggiato 1-1 contro il Wehen Wiesbaden; ha concluso la stagione 2023-2024 con 21 presenze, venendo poi riconfermato in rosa anche per la stagione 2024-2025, disputata nella medesima categoria.

## Statistiche

### Presenze e reti nei club
Statistiche aggiornate al 25 aprile 2025.
| Stagione                | Squadra                 | Campionato              | Campionato | Campionato | Coppe nazionali | Coppe nazionali | Coppe nazionali | Coppe continentali | Coppe continentali | Coppe continentali | Altre coppe | Altre coppe | Altre coppe | Totale | Totale | Totale |
| Stagione                | Squadra                 | Comp                    | Pres       | Reti       | Comp            | Pres            | Reti            | Comp               | Pres               | Reti               | Comp        | Pres        | Reti        | Pres   | Reti   |        |
| ----------------------- | ----------------------- | ----------------------- | ---------- | ---------- | --------------- | --------------- | --------------- | ------------------ | ------------------ | ------------------ | ----------- | ----------- | ----------- | ------ | ------ | ------ |
| 2016-2017               | Illertissen             | RL                      | 19         | 4          | -               | -               | -               | -                  | -                  | -                  | -           | -           | -           | 19     | 4      |        |
| 2017-gen. 2018          | Illertissen             | RL                      | 22         | 11         | -               | -               | -               | -                  | -                  | -                  | BP          | 1           | 0           | 23     | 11     |        |
| Totale Illertissen      | Totale Illertissen      | Totale Illertissen      | 41         | 15         |                 | -               | -               |                    | -                  | -                  |             | 1           | 0           | 42     | 15     |        |
| gen.-giu. 2018          | Bayern Monaco II        | RL                      | 8          | 0          | -               | -               | -               | -                  | -                  | -                  | -           | -           | -           | 8      | 0      |        |
| 2018-2019               | Bayern Monaco II        | RL                      | 23         | 4          | -               | -               | -               | -                  | -                  | -                  | -           | -           | -           | 23     | 4      |        |
| 2019-2020               | Bayern Monaco II        | 3L                      | 9          | 0          | -               | -               | -               | -                  | -                  | -                  | -           | -           | -           | 9      | 0      |        |
| Totale Bayern Monaco II | Totale Bayern Monaco II | Totale Bayern Monaco II | 40         | 4          |                 | -               | -               |                    | -                  | -                  |             | -           | -           | 40     | 4      |        |
| 2020-2021               | Bayreuth                | RL                      | 6          | 2          | -               | -               | -               | -                  | -                  | -                  | LPB         | 5           | 1           | 11     | 3      |        |
| 2021-2022               | Bayreuth                | RL                      | 37         | 14         | CG              | 1               | 0               | -                  | -                  | -                  | BP          | 3           | 0           | 41     | 14     |        |
| 2022-2023               | Bayreuth                | 3L                      | 37         | 9          | CG              | 1               | 0               | -                  | -                  | -                  | -           | -           | -           | 38     | 9      |        |
| Totale Bayreuth         | Totale Bayreuth         | Totale Bayreuth         | 80         | 25         |                 | 2               | 0               |                    | -                  | -                  |             | 8           | 1           | 90     | 27     |        |
| 2023-2024               | Magdeburgo II           | OL                      | 1          | 1          | -               | -               | -               | -                  | -                  | -                  | -           | -           | -           | 1      | 1      |        |
| 2023-2024               | Magdeburgo              | 2L                      | 21         | 0          | CG              | 1               | 0               | -                  | -                  | -                  | -           | -           | -           | 22     | 0      |        |
| 2024-2025               | Magdeburgo              | 2L                      | 27         | 1          | CG              | 1               | 0               | -                  | -                  | -                  | -           | -           | -           | 28     | 1      |        |
| Totale carriera         | Totale carriera         | Totale carriera         | 210        | 46         |                 | 4               | 0               |                    | -                  | -                  |             | 9           | 1           | 223    | 47     |        |

## Palmarès

### Club

#### Competizioni nazionali
- Regionalliga: 2

Bayern Monaco: 2018-2019 (Bayern)
Bayreuth: 2021-2022 (Bayern)
- 3. Liga: 1

Bayern Monaco II: 2019-2020